# Trisetum lepidum
Trisetum lepidum är en gräsart som beskrevs av Elizabeth Edgar och A.P.Druce. Trisetum lepidum ingår i släktet glanshavren, och familjen gräs. Inga underarter finns listade i Catalogue of Life.